# Aeroportul Confresa
Aeroportul Confresa (IATA: CFO, ICAO: SJHG) este un aeroport din Confresa, Mato Grosso, Brazilia ce deservește zona Confresa. Aeroportul a fost tranzitat în 2021 de 988 de pasageri. A fost numit după zona deservită.
Situat la o altitudine de 238 m, aeroportul dispune de 2 piste.

## Infrastructură

### Piste
Aeroportul dispune de 2 piste. Pista 12/30 are suprafața de pietriș și dimensiunile 1.100 m × 30 m. Pista 12/30 are suprafața de pietriș și dimensiunile 1.100 m × 30 m. 